# Estatua ecuestre de Jorge IV (Trafalgar Square)
La estatua ecuestre del rey Jorge IV es una escultura al aire libre ubicada en Trafalgar Square (Londres) y realizada en bronce por Francis Leggatt Chantrey. Representa al monarca británico vestido con un antiguo atuendo romano y cabalgando a pelo. La escultura se diseñó originalmente para situarse en lo alto del Marble Arch, a la entrada del Palacio de Buckingham, pero se colocó en su ubicación actual tras la muerte del rey.

## Historia
Sir Francis Leggatt Chantrey diseñó originalmente la estatua para situarla en lo alto de Marble Arch, en su posición original de entrada al Palacio de Buckingham, siguiendo el trabajo de arquitectura de John Nash. Edward Blore se hizo cargo de la obra, y su rediseño para reducir costes eliminó la estatua de Chantrey. El trabajo de Chantrey fue financiado por el propio Jorge IV, en lugar de por suscripción pública. La estatua fue fundida en 1828.
Jorge IV murió en 1830, y la estatua fue colocada en un zócalo vacío en Trafalgar Square en diciembre de 1843, lo que se esperaba que fuera de forma temporal, sin embargo, ha permanecido allí desde entonces. Fue inaugurada con poca pompa ceremonial, y The Times la describió como "erigida de forma algo repentina". Fue la primera estatua erigida en uno de los pedestales, que se instalaron tres años antes y que el arquitecto Charles Barry esperaba que se llenaran de grupos de estatuas. A finales del siglo XIX se añadió una inscripción, ya que el público no sabía a quién representaba.
La periodista Janice Turner cuestionó en 2005 la necesidad de una estatua de Jorge IV en Trafalgar Square; en su refutación, Lord Baker de Dorking argumentó que el monarca seguía mereciendo la estatua debido a su legado urbanístico, que permanecía en Londres.
En 2012, el sombrerero Stephen Jones creó coronas tanto para Jorge IV como para su caballo para añadirlas a la estatua como parte del proyecto artístico "Hatwalk", patrocinado por el alcalde de Londres; en el proyecto 21 sombrereros crearon nuevos sombreros para estatuas famosas alrededor de Londres.